# Tour de l'Algarve 1987
Navigation
1986 1988
Le 13e Tour de l'Algarve a lieu du 29 avril au 3 mai 1987, dans cette région la plus méridionale du Portugal continental.

## Généralité
La vitesse moyenne de ce tour est de plusieurs km/h[Combien ?].

### Classement principal
| \| 1. Manuel Antonio Cunha, \| en[Combien ?] d'heures, minutes et secondes \| \| \| \| 2. António Pinto[réf. souhaitée], \| à [Combien ?] de min, [Combien ?]de s \| \| \| \| 3. Joaquim Salgado, \| à [Combien ?] de min, [Combien ?]de s \| \| \| \| 4. Jorge Silva (pt), \| à [Combien ?] de min, [Combien ?]de s \| \| \| \| 5. Constâncio Reis, \| à [Combien ?] de min, [Combien ?]de s \| \| \| \| 6. Luís Vargues, [1] \| à [Combien ?] de min, [Combien ?]de s \| \| \| \| 7. Luís Sequeira, \| à [Combien ?] de min, [Combien ?]de s \| \| \| \| 8. Manuel Neves, \| à [Combien ?] de min, [Combien ?]de s \| \| \| \| 9. Paulo Duque, \| à [Combien ?] de min, [Combien ?]de s \| \| \| \| 10. António Alves, \| à [Combien ?] de min, [Combien ?]de s \| \| \| |                                             |  |  |
| 1. Manuel Antonio Cunha, | en[Combien ?] d'heures, minutes et secondes |  |  |
| 2. António Pinto[réf. souhaitée], | à [Combien ?] de min, [Combien ?]de s       |  |  |
| 3. Joaquim Salgado, | à [Combien ?] de min, [Combien ?]de s       |  |  |
| 4. Jorge Silva (pt), | à [Combien ?] de min, [Combien ?]de s       |  |  |
| 5. Constâncio Reis, | à [Combien ?] de min, [Combien ?]de s       |  |  |
| 6. Luís Vargues, | à [Combien ?] de min, [Combien ?]de s       |  |  |
| 7. Luís Sequeira, | à [Combien ?] de min, [Combien ?]de s       |  |  |
| 8. Manuel Neves, | à [Combien ?] de min, [Combien ?]de s       |  |  |
| 9. Paulo Duque, | à [Combien ?] de min, [Combien ?]de s       |  |  |
| 10. António Alves, | à [Combien ?] de min, [Combien ?]de s       |  |  |

## Les étapes
| Étapes    | Villes étapes  | Km | Vainqueur d'étape             | Deuxième d'étape | Troisième d'étape | Durée de l'étape        | Vitesse moyenne du vainqueur    | Leader du classement général  |
| 1re étape | [Lesquelles ?] |    | Alexandre Ruas (de), Portugal | [Qui ?]          | [Qui ?]           | [Combien ?] d'h, min, s | [Combien ?] de dizaines de km/h | Alexandre Ruas (de), Portugal |
| 2e étape  | -              |    | Manuel Cunha, Portugal        | [Qui ?]          | [Qui ?]           | [Combien ?] d'h, min, s | [Combien ?] de dizaines de km/h | [Qui ?]                       |
| 3e étape  | -              |    | José Fernandes, Portugal      | [Qui ?]          | [Qui ?]           | [Combien ?] d'h, min, s | [Combien ?] de dizaines de km/h | [Qui ?]                       |
| 4e étape  | -              |    | Joaquim Salgado, Portugal     | [Qui ?]          | [Qui ?]           | [Combien ?] d'h, min, s | [Combien ?] de dizaines de km/h | [Qui ?]                       |
| 5e étape  | -              |    | António Fernandes, Portugal   | [Qui ?]          | [Qui ?]           | [Combien ?] d'h, min, s | [Combien ?] de dizaines de km/h | [Qui ?]                       |
| 6e étape  | -              |    | Idalécio Jorge, Portugal      | [Qui ?]          | [Qui ?]           | [Combien ?] d'h, min, s | [Combien ?] de dizaines de km/h | [Qui ?]                       |
| 7e étape  | -              |    | Luís Santos, Portugal         | [Qui ?]          | [Qui ?]           | [Combien ?] d'h, min, s | [Combien ?] de dizaines de km/h | Manuel Cunha, Portugal        |

## Classements annexes
| Classement par points             | Alexandre Ruas (de), Portugal |
| Classement du meilleur grimpeur   | Joaquim Salgado, Portugal     |
| Classement de la meilleure équipe | Sicasal-Torreense, Portugal   |

## Liste des équipes
| Louletano-Construções Fol | Garcia-Joalheiro  | Sicasal-Torreense |
|                           |                   |                   |
| Olhanense-Vila Mirage     | Ginásio de Tavira | Boavista          |
|                           |                   |                   |
| Ajacto-Morphy Richards    | Feirense          |                   |
|                           |                   |                   |
|                           |                   |                   |